# David Schumacher (Ringer)
David Illingworth Schumacher (* 30. November 1931 in Adelaide; † 15. Januar 2022 ebenda) war ein australischer Ringer.

## Biografie
David Schumacher besuchte das Concordia College in Adelaide. Doch statt Pastor zu werden, interessierte sich Schumacher mehr für den Sport. Im Alter von 18 Jahren begann er mit dem Ringen und wurde nach mehreren nationalen Meistertiteln für den australischen Kader bei den Olympischen Sommerspielen 1956 nominiert. In der Leichtgewichtsklasse des Freistilringens verlor er jedoch seine ersten beiden Kämpfe und schied somit vorzeitig aus.
Obwohl er kurz darauf seine Karriere beendete, blieb er für den Rest seines Lebens als Trainer und Funktionär dem Sport treu und war zudem auch einer der Fackelträger bei den Olympischen Sommerspielen 2000 in Sydney. Beruflich war er bis zu seiner Pensionierung 1992 als Schlosser sowie als Lehrer tätig.